# 펜 제로: 파트타임 히어로
펜 제로:파트타임 히어로(Penn Zero: Part-Time Hero)는 2014년 12월 5일부터 2015년 10월 1일까지 디즈니 XD에서 방영을 하였다 기획은 재러드 부시가 참여을 하였다. 2015~2016년에 재방송기간 동안에 재러드 부시는 디즈니 영화 주토피아와 모아나를 제작참여를 하였고 2017년 펜 제로 시즌2 피날레 제작을 참여하였다. 2017년 7월 10일부터 28일까지 시즌2까지 방영을 하고 28일에 피날레으로 끝으로 종영하였다

## 줄거리
슈퍼 히어로를 꿈꾸지만 말썽을 일으키는 한 워너비 소년의 이야기

## 목소리 출연

### 원본판
- 펜 : 토마스 미들 디치
- 분 : 애덤 더바인
- 사시 : 타니아 구나디
- 필립 : 샘 러바인
- 리펜 : 앨프리드 몰리나
- 래리 : 래리 월 모어
- 기타배역 : 프레드 타타시 오레,제스 하넬, 디 브래들리 베이커,메리 엘리자베스 맥 글린

### 한국어판
- 펜 : 심규혁
- 분 : 박성태
- 사시 : 김현지
- 필립 : 조민수
- 리펜 : 신용우
- 래리 : 권창욱
- 기타배역 : 은정

## 우리말 연출
- 오프닝곡 : Penn Zero: Part-Time Hero Opening Theme
- 노래 : 심규혁
- 원곡 : 토마스 미들 디치
- 작곡 : 라이언 쇼어
- 더빙 스튜디오 : STORM
- 믹싱 스튜디오 : STORM
- 음악연출 : 박덕수
- 한국어 제작 : Disney Character Voices International,Inc.
- 기획 : 텔레비전미디어코리아 (시즌1) → 디즈니채널코리아(유) (시즌1~2)